# José María Reina Barrios
José María Reina Barrios (ur. 24 grudnia 1854, zm. 8 lutego 1898), prezydent Gwatemali od 15 marca 1892 do chwili śmierci. Z powodu nikłej postury nazywany zdrobniale Reinita
Działacz Gwatemalskiej Partii Wolności, jako prezydent pracował głównie nad wzmocnieniem mniej kontrowersyjnych reform wprowadzonych przez Justo Rufino Barriosa, doprowadził do wzmocnienia się pozycji wielkich właścicieli ziemskich. Dążył do unowocześnienia państwa – rozbudował miasto Gwatemala, stawiając architektom za wzór Paryż. By znaleźć fundusze na pokrycie swoich ambitnych planów, nakazał wydrukować dodatkową partię pieniędzy co, w konsekwencji, doprowadziło do kryzysu gospodarczego i ogromnego wzrostu niechęci do jego prezydentury.
José María Reina Barrios zginął w zamachu dokonanym przez Niemca Oscara Zollingera, jego następcą został Manuel Estrada Cabrera.